# Saint Joan (film)
Pour les articles homonymes, voir Sainte Jeanne.
Pour plus de détails, voir Fiche technique et Distribution.
Saint Joan (littéralement « Sainte Jeanne ») est un film anglo-américain réalisé par Widgey R. Newman en 1927.
Ce film muet en noir et blanc s'inspire de la pièce de théâtre de George Bernard Shaw Sainte Jeanne, publiée en 1924.

## Fiche technique
- Titre original : Saint Joan
- Pays d'origine :  Angleterre,  États-Unis
- Année : 1927
- Réalisation : Widgey R. Newman
- Scénario : George Bernard Shaw
- Photographie :
- Société de production : Lee De Forest Films
- Société de distribution : De Forest Phonofilm
- Langue : anglais
- Format : Noir et blanc — 35 mm — 1,33:1 — Muet
- Genre : Drame historique
- Durée : 11 minutes (1 bobine)
- Dates de sortie : Angleterre : juillet 1927

## Distribution
- Sybil Thorndike : Jeanne d'Arc (Joan of Arc)